# Museu Universitari
El Museu Universitari és un museu al centre de la ciutat de Groningen (Països Baixos). Gestiona la col·lecció de la Universitat de Groningen, de la qual col·leccions de tres museus antics. Regularment hi ha exposicions. El Museu Universitari va ser fundat el 1932 pel Rector magnificus catedràtic Anton Gerard Roos. La col·lecció es va formar gràcies a donacions de catedràtics i d'estudiants antics. Entre el 1934 i el tancament del 1944 a causa de la Segona Guerra Mundial, el museu es va localitzar al Corps de Garde al final del carrer Oude Boteringestraat. El 1949, el museu va obrir les portes de nou a les golfes de l'edifici Academie. El 1987, el museu es va mudar al carrer Zwanestraat, al lloc antic de la biblioteca universitària de Groningen. Després de les reformes del 2004 es va decidir canviar l'entrada del museu al carrer Oude Kijk in 't Jatstraat 7, amb l'objectiu d'atreure més visitants. El museu va estendre la seva col·lecció després del tancament d'altres museus dels quals la universitat era propietària.

## Col·lecció
Conté la col·lecció de llavors, flors i estampes de plantes d el'antic museu botànic (obert des del 1870 fins als anys 80).
Conté la col·lecció d'anatomia i de patologia de l'antic museu anatòmic (1820-2003), que va ser fundat des del teatre anatòmic el 1615 i que es localitzava a dins de l'església Broerkerk. El 1830 el Museu d'Anatomia es va mudar a l'hospital acadèmica. Als principis del segle xx, dos catedràtics es van barrellar i el museu es va dividir en un Museu de Patologia i un Laboratori per l'anatomia i l'embriologia. Als anys 60, el Museu de Patologia va ser considerat inútil i una part de la col·lecció va ser fusionada amb la del Museu d'Anatomia. El 2003, la Universitat de Groningen va decidir tancar el museu i mudar la col·lecció al Museu Universitari. La col·lecció de medicina conté també instruments antics de medicina i d'odontologia.
Una sala del museu està dedicada per commemorar la feminista Aletta Jacobs, sobretot per la seva feina innovadora com a metge. En aquesta sala es troba objectes personals d'Aletta Jacobs, com el seu escriptori i la seva cabina.
Conté instruments a favor de la psicologia experimental, amb els quals es podien fer investigacions de percepció i de memòria.
Conté la col·lecció de l'antic museu d'antropologia cultural Gerardus van der Leeuw, com objectes de moltes cultures diferents, per exemple una mòmia. Compta més de 10.000 objectes. El catedràtic Theo van Baren va fer una gran donació el 1968, que va ser la iniciativa de fundar el Museu d'Antropologia cultural. Hi ha 2.200 objectes etnogràfics, dels quals un tercer ve de Nova Guinea, un tercer de l'oest i del centre d'Àfrica i la resta sobretot d'illes de la zona pacífica i d'Austràlia, d'Indonèsia, d'Amèrica del Nord i d'Amèrica del Sud.
La col·lecció del Museu Universitari també conté molts objectes sobre la universitat i la vida dels estudiants des de la fundació de la universitat el 1614. També s'hi troben fòssils, minerals, microscopis i instruments de física, d'astronomia i de ciència.